# 哈拉姆鎮區 (北達科他州博蒂諾縣)
哈拉姆鎮區（英語：Haram Township）是位於美國北達科他州博蒂諾縣的一個鎮區。

## 地方資料
哈拉姆鎮區的面積為112.94平方千米，當中陸地面積為112.78平方千米，而水域面積為0.16平方千米。根據2010年美國人口普查的數據，當地共有人口72人，而人口密度為每平方千米0.64人。